# Teija Saari
Teija Saari (ur. 21 marca 1978 w Alavus) – fińska lekkoatletka specjalizująca się w skoku o tyczce.

## Osiągnięcia
- 4. miejsce podczas mistrzostw Europy juniorów (Lublana 1997)
- 12-krotna mistrzyni i wielokrotna rekordzistka kraju

## Rekordy życiowe
- skok o tyczce - 4,10 (2003)
- skok o tyczce (hala) - 4,00 (1998 & 2000 & 2003)